# José Quintero
José Alfredo Quintero Ordóñez, mais conhecido como José Quintero, (Cuenca, 20 de junho de 1990) é um futebolista equatoriano que atua como lateral direito. Atualmente, joga pelo LDU Quito.

## Carreira

### Cuniburo
José Choclo Quintero estreou profissionalmente pelo Cuniburo.

### Aucas
Em 2013, foi contratado pelo Aucas, onde sagrou-se campeão do Campeonato Equatoriano - Série B de 2014.

### LDU Quito
Após se destacar pelo Aucas, Quintero assinou contrato com a LDU Quito. Em 12 de novembro de 2017, marcou o gol de número 3000 da LDU no Campeonato Equatoriano.

## Seleção Equatoriana
Quintero foi convocado pela primeira vez para a Seleção Equatoriana em 2015, ficando no banco de reservas da partida contra a Venezuela. Em 2016, foi novamente convocado, ficando no banco contra Bolívia e Uruguai. Apenas em sua terceira convocação que ocorreu a sua estreia, no amistoso diante da Honduras, em 2017.

## Estatísticas
Até 24 de agosto de 2019.

### Clubes
| Clube             | Temporada         | Campeonato nacional | Campeonato nacional | Campeonato nacional | Copa nacional | Copa nacional | Copa nacional | Competições continentais[a] | Competições continentais[a] | Competições continentais[a] | Outros torneios[b] | Outros torneios[b] | Outros torneios[b] | Total | Total | Total   |
| Clube             | Temporada         | Jogos               | Gols                | Assist.             | Jogos         | Gols          | Assist.       | Jogos                       | Gols                        | Assist.                     | Jogos              | Gols               | Assist.            | Jogos | Gols  | Assist. |
| ----------------- | ----------------- | ------------------- | ------------------- | ------------------- | ------------- | ------------- | ------------- | --------------------------- | --------------------------- | --------------------------- | ------------------ | ------------------ | ------------------ | ----- | ----- | ------- |
| Cuniburo          | 2008              | 19                  | 0                   | 0                   | —             | —             | —             | —                           | —                           | —                           | —                  | —                  | —                  | 19    | 0     | 0       |
| Cuniburo          | 2009              | 7                   | 0                   | 0                   | —             | —             | —             | —                           | —                           | —                           | —                  | —                  | —                  | 7     | 0     | 0       |
| Cuniburo          | 2010              | 15                  | 2                   | 0                   | —             | —             | —             | —                           | —                           | —                           | —                  | —                  | —                  | 15    | 2     | 0       |
| Cuniburo          | 2011              | 31                  | 5                   | 0                   | —             | —             | —             | —                           | —                           | —                           | —                  | —                  | —                  | 31    | 5     | 0       |
| Cuniburo          | 2012              | 36                  | 7                   | 0                   | —             | —             | —             | —                           | —                           | —                           | —                  | —                  | —                  | 36    | 7     | 0       |
| Cuniburo          | Total             | 108                 | 14                  | 0                   | 0             | 0             | 0             | 0                           | 0                           | 0                           | 0                  | 0                  | 0                  | 108   | 14    | 0       |
| Aucas             | 2013              | 29                  | 6                   | 0                   | —             | —             | —             | —                           | —                           | —                           | —                  | —                  | —                  | 29    | 6     | 0       |
| Aucas             | 2014              | 39                  | 4                   | 0                   | —             | —             | —             | —                           | —                           | —                           | —                  | —                  | —                  | 39    | 4     | 0       |
| Aucas             | Total             | 68                  | 10                  | 0                   | 0             | 0             | 0             | 0                           | 0                           | 0                           | 0                  | 0                  | 0                  | 68    | 10    | 0       |
| LDU Quito         | 2015              | 44                  | 4                   | 11                  | —             | —             | —             | 5                           | 0                           | 2                           | —                  | —                  | —                  | 49    | 4     | 13      |
| LDU Quito         | 2016              | 33                  | 2                   | 4                   | —             | —             | —             | 5                           | 1                           | 1                           | —                  | —                  | —                  | 38    | 3     | 5       |
| LDU Quito         | 2017              | 16                  | 2                   | 7                   | —             | —             | —             | 2                           | 0                           | 0                           | 2                  | 0                  | 0                  | 20    | 2     | 7       |
| LDU Quito         | 2018              | 39                  | 3                   | 6                   | —             | —             | —             | 5                           | 0                           | 0                           | —                  | —                  | —                  | 44    | 3     | 6       |
| LDU Quito         | 2019              | 15                  | 0                   | 1                   | 2             | 0             | 0             | 7                           | 0                           | 0                           | —                  | —                  | —                  | 24    | 0     | 1       |
| LDU Quito         | Total             | 147                 | 11                  | 29                  | 2             | 0             | 0             | 24                          | 1                           | 3                           | 2                  | 0                  | 0                  | 175   | 12    | 32      |
| Total na carreira | Total na carreira | 323                 | 35                  | 29                  | 2             | 0             | 0             | 24                          | 1                           | 3                           | 2                  | 0                  | 0                  | 351   | 36    | 32      |

- a. ^ Jogos da Copa Sul-Americana e Copa Libertadores da América
- b. ^ Jogos do Play-offs Copa Sul-Americana

### Seleção Equatoriana
Abaixo estão listados todos jogos, gols e assistências do futebolista pela Seleção Equatoriana. Abaixo da tabela, clique em expandir para ver a lista detalhada dos jogos de acordo com a categoria selecionada.
Seleção principal
| Ano   |       |      |         |       |
| Ano   | Jogos | Gols | Assist. | Média |
| ----- | ----- | ---- | ------- | ----- |
| 2015  | 0     | 0    | 0       | 0     |
| 2016  | 0     | 0    | 0       | 0     |
| 2017  | 1     | 0    | 0       | 0     |
| 2018  | 0     | 0    | 0       | 0     |
| 2019  | 3     | 0    | 0       | 0     |
| Total | 4     | 0    | 0       | 0     |

|    | Data                    | Local                                      | Resultado | Adversário | Gols | Assist. | Competição           |
| -- | ----------------------- | ------------------------------------------ | --------- | ---------- | ---- | ------- | -------------------- |
| 1. | 22 de fevereiro de 2017 | George Capwell, Guayaquil, Equador         | 3–1       | Honduras   | 0    | 0       | Amistoso             |
| 2. | 1 de junho de 2019      | Hard Rock Stadium, Flórida, Estados Unidos | 1–1       | Venezuela  | 0    | 0       | Amistoso             |
| 3. | 9 de junho de 2019      | AT&T Stadium, Arlington, Estados Unidos    | 2–3       | México     | 0    | 0       | Amistoso             |
| 4. | 16 de junho de 2019     | Mineirão, Belo Horizonte, Brasil           | 0–4       | Uruguai    | 0    | 0       | Copa América de 2019 |

## Títulos
Aucas
- Campeonato Equatoriano - Série B: 2014

LDU
- Campeonato Equatoriano: 2018